# Rhabdomastix parva
Rhabdomastix parva is een tweevleugelige uit de familie Limoniidae. De soort komt voor in het Palearctisch gebied.